# Арцыбашево (Ярославская область)
Арцыбашево — упразднённая деревня в Брейтовском районе Ярославской области России. На момент упразднения входила в состав Прозоровского сельского поселения.

## География
Урочище находится в северо-западной части области, в подзоне южной тайги, на берегах реки Удинки, к востоку от автодороги 78Н-0148, на расстоянии примерно 9 километров (по прямой) к западо-северо-западу от села Брейтово, административного центра района. Абсолютная высота — 149 метров над уровнем моря.

### Климат
Климат характеризуется как умеренно континентальный, с относительно тёплым влажным летом и умеренно холодной зимой. Среднегодовая температура воздуха — 3,2 °C. Средняя температура воздуха самого холодного месяца (января) — −11 °C (абсолютный минимум — −38 °C), средняя температура самого тёплого (июля) — 18 °С (абсолютный максимум — 37 °С). Безморозный период длится около 133 дней. Годовое количество атмосферных осадков составляет 597 мм, из которых большая часть (около 418 мм) выпадает в тёплый период.

## История
Упразднена в ноябре 2019 года.

## Население
| 2007 | 2010 |
| ---- | ---- |
| 0    | →0   |

Согласно результатам переписи 2002 года, постоянное население в деревне отсутствовало.